# Église Saint-Gaëtan de Salzbourg

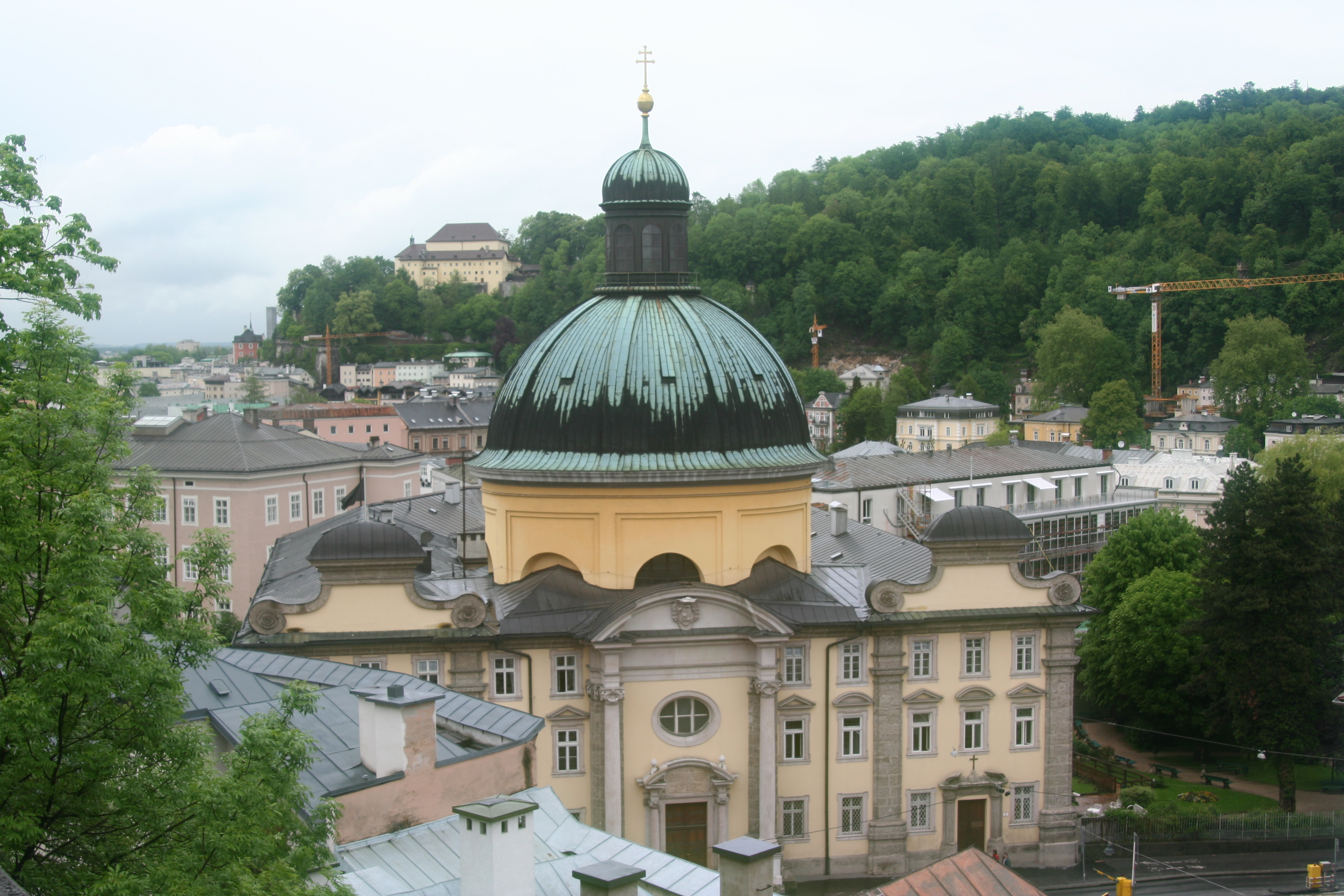
Vue de l'église Saint-Gaëtan

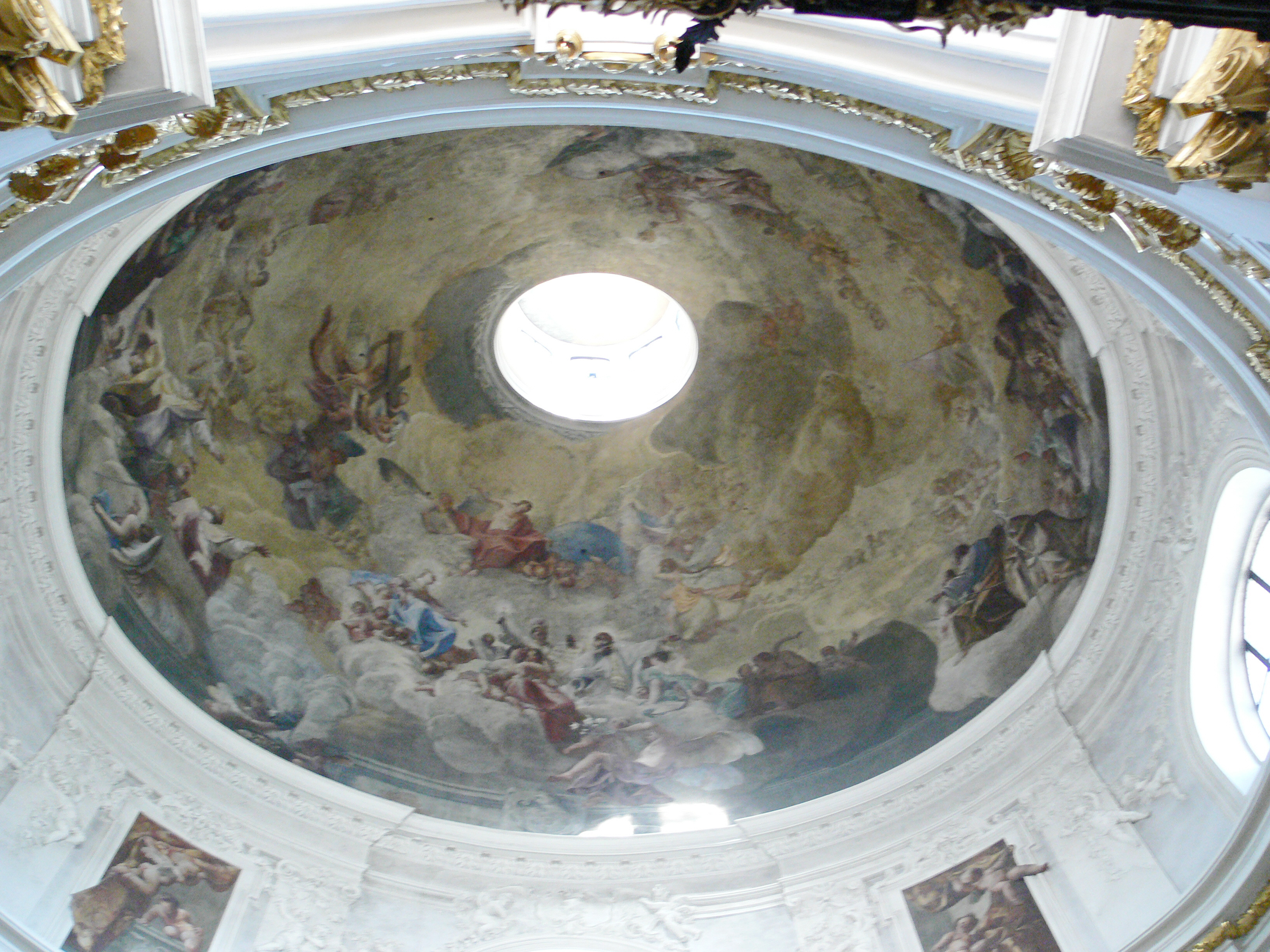
Fresque à la gloire de saint Gaëtan par Paul Troger

Pour les articles homonymes, voir Église Saint-Gaëtan.
L'église Saint-Gaëtan (Kajetanerkirche) est une église catholique baroque, dédiée à saint Gaëtan et à saint Maximilien de Celeia, située dans le quartier de Kaiviertel au sud de la vieille ville de Salzbourg, en Autriche.

## Histoire

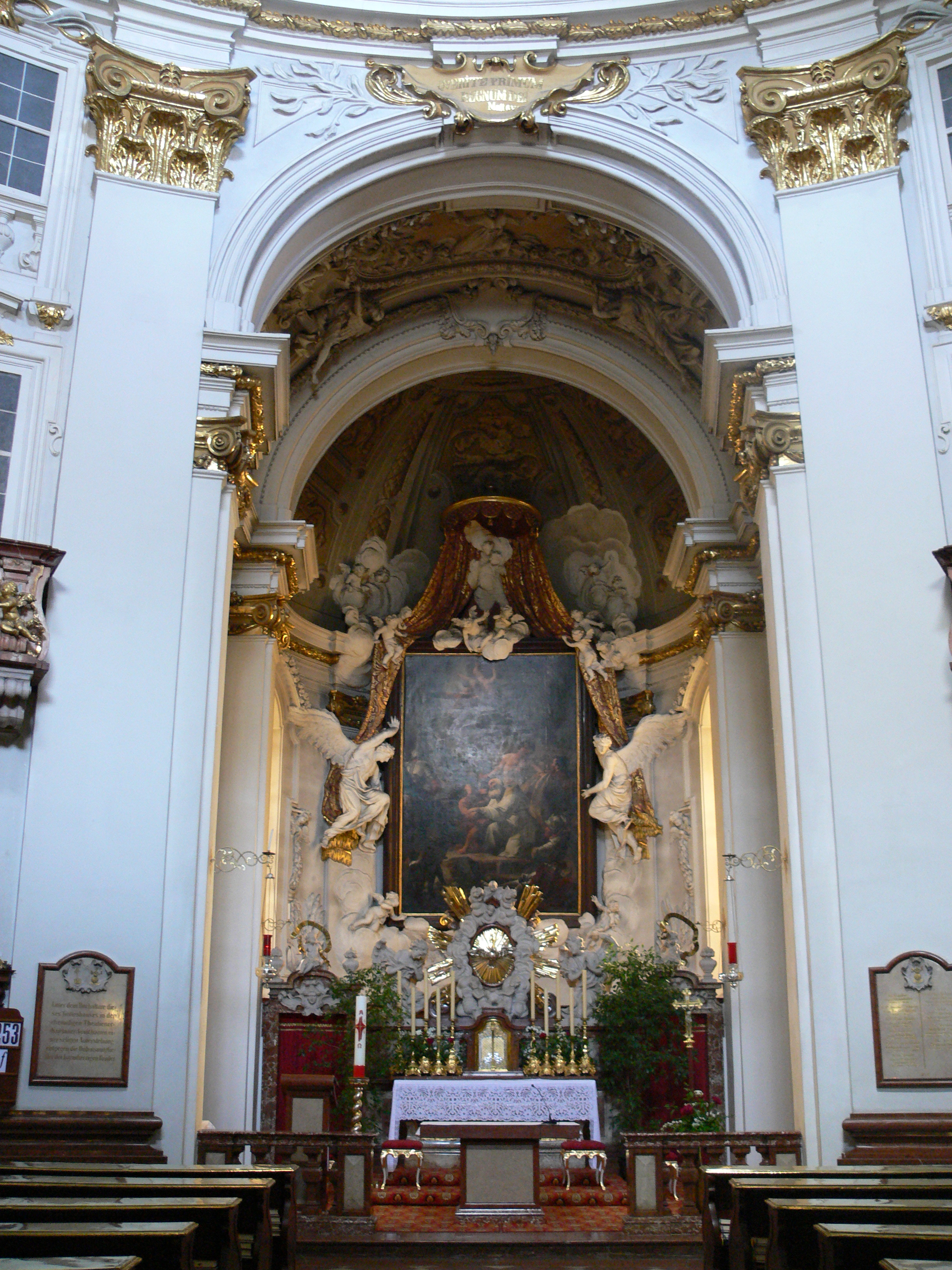
Vue du maître-autel

L'église se trouve près des portes de la ville et contre l'hôpital des Frères Hospitaliers de la Miséricorde à l'emplacement d'une ancienne église signalée dès 1150, vouée à sainte Anne et dépendant d'un hospice. C'est en 1684 que le prince-archevêque de Salzbourg, Max Gandolf von Kuenburg, accueille les Théatins et leur confie un séminaire. Ceux-ci le font construire par l'architecte suisse Giovanni Gaspare Zuccalli avec une église, mais le nouveau prince-archevêque, Mgr Johann Ernst von Thun, n'aimait pas le style baroque italien et les Théatins, aussi le séminaire est-il déplacé près de l'église de la Trinité et confié à une autre congrégation. Les bâtiments abritent alors une douzaine de prêtres de la congrégation, jusqu'à leur confiscation par les lois napoléoniennes de sécularisation en 1809.

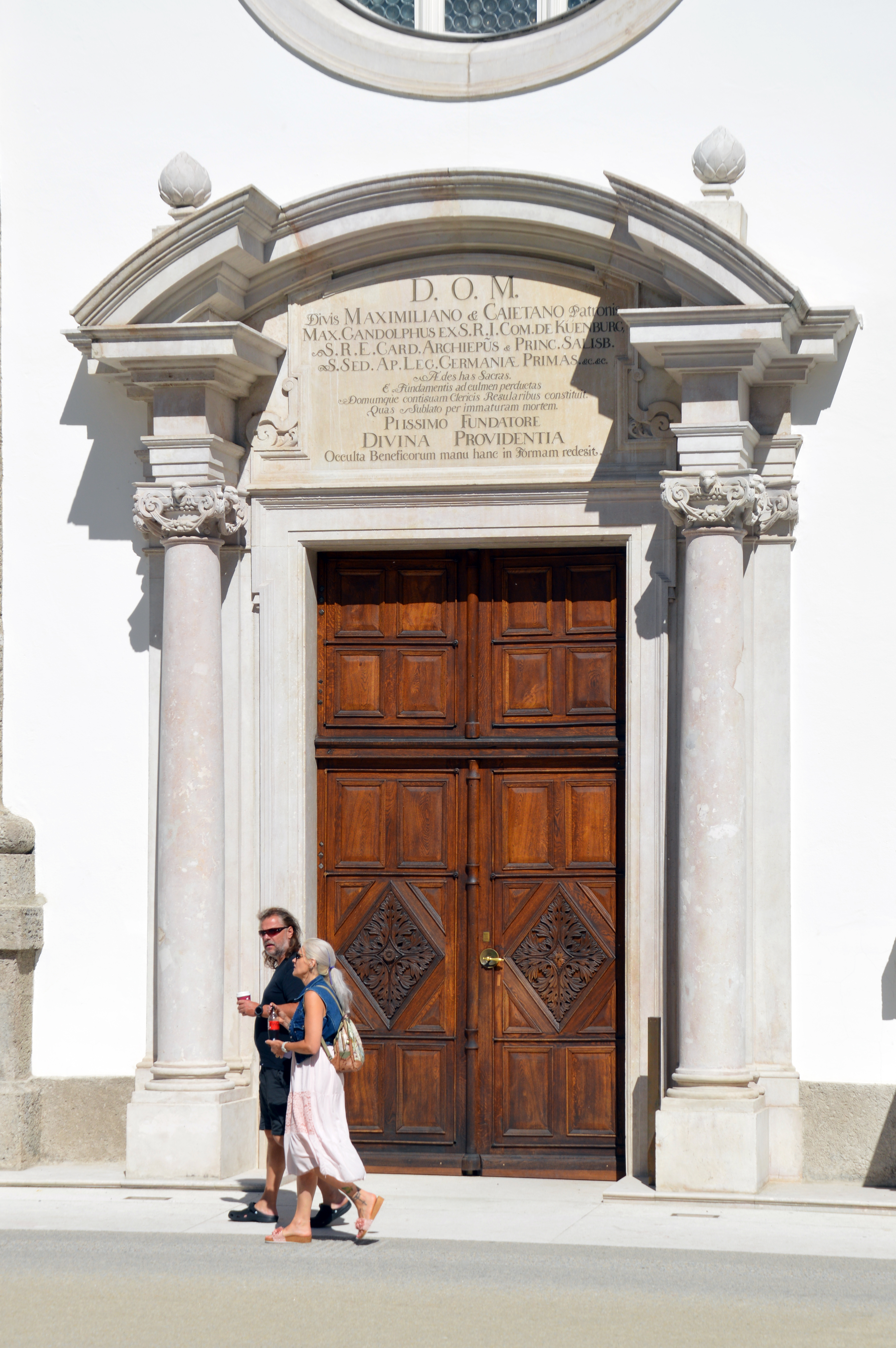
Portail

Le portail de l'église est entouré de colonnes ioniques et surmonté du blason de la famille Kuenburg. La nef est dominée par une coupole à tambour imposante et flanquée de deux chapelles. Paul Troger est l'auteur des fresques de la coupole à la gloire de saint Gaëtan et la lanterne laisse voir la colombe du Saint-Esprit.
Le maître-autel montre le martyre de saint Maximilien de Celeia à l'époque romaine, tandis que l'autel de droite montre saint Gaëtan, vainqueur de la lèpre. Le baldaquin et les putti créent un effet d'illusion remarquable d'élégance. L'autel de gauche, d'après Johann Michael Rottmayr, a été créé en souvenir de sainte Anne, la patronne de l'église d'autrefois.
Les frères stucateurs Francesco et Carlo Antonio Benno, ainsi qu'Antonio Carabelli, déploient des guirlandes de fleurs et de fruits, des palmes et des putti, pour donner une impression céleste au décor de l'église.
L'orgue de l'église, créé en 1700 par Christoph Egedacher, est le plus ancien de Salzbourg.
Les chapelles de côté sont dédiées l'une à  saint André Avellino et l'autre à saint Jean de Dieu (sculpture moderne). Il y a une Scala Santa (1712) de 49 marches près de l'église.
L'ancien couvent, devenu caserne après 1809, abrite depuis 1923 les Frères Hospitaliers de la Miséricorde et leur hôpital.

## Sources
- (de) Cet article est partiellement ou en totalité issu de l’article de Wikipédia en allemand intitulé « Kajetanerkirche » (voir la liste des auteurs).